# انجمن علمی کامپیوتر دانشگاه آزاد اسلامی واحد لاهیجان
انجمن علمی علوم کامپیوتر دانشگاه آزاد اسلامی واحد لاهیجان یکی از انجمن‌های رسمی دانشجویی وابسته به دانشگاه آزاد اسلامی واحد لاهیجان است که با هدف ارتقاء علمی دانشجویان و ایجاد بستر فعالیت‌های پژوهشی، آموزشی و فرهنگی در حوزه علوم رایانه، از سال ۱۳۸۶ آغاز به‌کار کرده‌است.

## فعالیت‌ها
این انجمن با برگزاری کارگاه‌ها، همایش‌ها، رویدادهای رقابتی و پروژه‌های گروهی، نقش فعالی در تقویت توانمندی‌های علمی دانشجویان رشته کامپیوتر دارد. از جمله فعالیت‌های این انجمن می‌توان به موارد زیر اشاره کرد:
- برگزاری کارگاه‌های تخصصی در حوزه‌های هوش مصنوعی، امنیت، شبکه و برنامه‌نویسی
- مسابقات کدنویسی و هکاتون‌های دانشجویی
- همکاری با اعضای هیئت علمی در پروژه‌های تحقیقاتی و کاربردی
- ایجاد ارتباط با صنعت برای کارآموزی و اشتغال دانشجویان

## زیرمجموعه‌ها
این انجمن دارای دو زیرمجموعه فعال است:

### کانون دانشگاه هوشمند
کانون دانشگاه هوشمند، با تمرکز بر فناوری‌های نوین مانند هوش مصنوعی، اینترنت اشیاء، داده‌کاوی و سیستم‌های هوشمند، از زیرمجموعه‌های تخصصی این انجمن به شمار می‌رود. هدف اصلی این کانون توسعه دانش فنی و بین‌رشته‌ای دانشجویان در زمینه دانشگاه‌های نسل چهارم و فناوری‌های هوشمند است.

### نشریه دانشجویی گیلانو
الگو:نشریه
نشریه گیلانو به عنوان رسانه تخصصی دانشجویان علوم کامپیوتر، مقالات علمی-تخصصی، گزارش رویدادها و محتوای تحلیلی در حوزه فناوری اطلاعات و ارتباطات منتشر می‌کند. این نشریه به صورت الکترونیکی و ماهانه منتشر شده و بستری برای پرورش نویسندگان و پژوهشگران جوان محسوب می‌شود.

## افتخارات
- حضور فعال در جشنواره ملی اندیشه، راه‌اندازی خانه نشریات دانشجویی در دانشگاه آزاد اسلامی واحد لاهیجان.

خبرگزاری آنا - تیم گیلانو در راه‌اندازی خانه نشریات